# Фриев, Таймураз Русланович
Таймураз Русланович Фриев (род. 15 сентября 1986, Орджоникидзе) — российский, а позднее испанский борец вольного стиля, осетин по национальности, призёр чемпионата мира.

## Биография
Родился в 1986 году во Владикавказе. В 2005 году стал чемпионом Европы среди юниоров. В 2008 году на чемпионате России завоевал бронзовую медаль.
С 2013 года выступает за Испанию. В 2016 году принял участие в Олимпийских играх в Рио-де-Жанейро, но наград не завоевал. В 2018 году стал бронзовым призёром чемпионата мира.